# Xinhuanet
A Xinhuanet é uma empresa de mídia estatal da China controlada pela Agência de Notícias Xinhua. Com sede em Pequim, ela opera mais de 30 canais locais distribuídos pela China e gerencia mais de dez subsites da Agência de Notícias Xinhua. A empresa está listada na Bolsa de Valores de Xangai.

## História
O site da Xinhua foi criado em 7 de novembro de 1997 e recebeu o nome de Site da Agência de Notícias Xinhua, com o URL: www.xinhua.org. Em março de 2000, foi renomeado para Xinhuanet. Em julho de 2000, a Xinhua Network Co., Ltd. foi criada e a Xinhuanet usou o novo nome de domínio www.xinhuanet.com. Em 12 de dezembro de 2000, a Xinhuanet foi aprovada para atuar no ramo de publicação de notícias. Em 25 de agosto de 2002, o segundo andar de trabalho do Edifício Xidan Gaodeng de Pequim foi oficialmente colocado em uso. A área total do site atingiu mais de 4.300 metros quadrados, tornando-se a maior plataforma de serviço de publicação de notícias na Internet do Partido Comunista Chinês (PCC). Em 2012, a Xinhua lançou um site em língua uigur.

## Conteúdo
O site publica informações de notícias em sete idiomas, incluindo chinês (simplificado e tradicional), inglês, francês, espanhol, russo, árabe e japonês.

## Assuntos corporativos
Em 8 de janeiro de 2012, após a listagem do People's Daily Online no mercado de ações A no ano anterior, as informações do pedido de IPO no site da Comissão Reguladora de Valores Mobiliários da China mostraram que o pedido de listagem da Xinhuanet na Bolsa de Valores de Xangai havia sido aceito. Em 28 de outubro de 2016, as ações da Xinhuanet foram listadas na Bolsa de Valores de Xangai.